# 1989 Tatry
1989 Tatry este un asteroid din centura principală, descoperit pe 20 martie 1955, de A. Paroubek și R. Podstanicka.